# 克丽西·罗克
克丽西·罗克（英語：Crissy Rock，1958年9月23日—），女，英国演员。曾获得柏林国际电影节最佳女演员银熊奖。